# Béatrice Attalah
Béatrice Atallah est une femme politique malgache. Elle est ministre des Affaires étrangères de janvier 2015 à août 2017 au sein du gouvernement de Jean Ravelonarivo et de celui de son successeur Olivier Mahafaly Solonandrasana.

## Biographie
Béatrice Atallah est née en 1959 à Anosy. Elle est titulaire d'une maîtrise en droit privé (1988) et d'un certificat en études diplomatiques du Centre d'études stratégiques et diplomatiques (2009). 
Elle est magistrate, passant treize ans à la Cour d'appel d'Antananarivo. Elle se déclare apolitique. 
Elle est membre du Conseil électoral national de 2002 à 2009 et conseillère du ministre des Finances de l'époque, Hery Rajaonarimampianina, de 2009 à 2013, avant d'être nommée présidente de la Commission électorale nationale indépendante de la transition ou CENI-T de décembre 2013 à janvier 2015, gérant l'élection de 2013 remportée par Rajaonarimampianina. Il y a eu des allégations de déboursements « illicites » de fonds de commission collectés contre elle, ce qu'elle a nié[réf. nécessaire].
Béatrice Atallah est nommée ministre des Affaires étrangères le 25 janvier 2015 dans le gouvernement de Jean Ravelonarivo. Elle est reconduite dans ses fonctions en avril 2016 par Olivier Mahafaly Solonandrasana. Elle est aussi présidente de la Commission de l'océan Indien.
À partir de 2018, elle préside la Fédération malgache du football malgache, jusqu'au 12 mai 2019, avec comme vice-présidents José Andriatianarivelo, ancien arbitre international et procureur à la Cour suprême, Sahondra Rabenarivo et Benony Jacques. Cette équipe a aussi pour mission de préparer les Barea (équipe nationale) pour la coupe d'Afrique des Nations 2019 au Cameroun.